# Corcoran Holt
Corcoran Holt (1982) is een Amerikaanse jazzcontrabassist.

## Biografie
Holt is afkomstig uit Washington en begon al op 4-jarige leeftijd als lid van de Wose Dance Company djembé en andere West-Afrikaanse percussie-instrumenten te spelen. Op 10-jarige leeftijd begon hij contrabas te spelen in het DC Youth Orchestra. Pas daarna ontdekte hij, dat zijn overgrootvader ook bassist en buurman van John Coltrane was. Tussen 1996 en 2000 perfectioneerde hij zijn opleiding aan de Duke Ellington School of the Arts. In 2004 rondde hij zijn Bachelor of Arts in jazz af aan het Shenandoah Conservatory, waar hij contrabas had gestudeerd bij Michael Bowie. Zijn master haalde hij in 2006 aan het Queens College in New York o.l.v. Buster Williams, Michael Mossman en Antonio Hart.
Vervolgens werkte hij in het New Yorkse jazzcircuit met muzikanten als Javon Jackson, Curtis Fuller, Frank Morgan, Slide Hampton, Benny Powell en Delfeayo Marsalis. Hij speelt tegenwoordig regelmatig in de bands van Kenny Garrett, met wie hij ook was op een Europese tournee, en Josh Evans. Op het gebied van de jazz was hij tussen 2005 en 2018 betrokken bij 30 opnamesessies met onder anderen Phil Woods, Steve Turre, Wycliffe Gordon, Brian Settles, Camille Thurman en McClenty Hunter. In 2016 bracht hij onder zijn eigen naam het album The Mecca uit.
- Gemeinsame Normdatei: 142511137
- International Standard Name Identifier: 0000 0004 5307 2497
- Library of Congress Control Number: n2013050501
- Virtual International Authority File: 157883052
- WorldCat: E39PBJdcwFY3p7vWyQGh3ckCcP